# Леман, Юрий Яковлевич
Юрий (Юлий, Егор) Яковлевич Леман (1834—1901) — русский живописец. Писал преимущественно портреты, в меньшем количестве — жанровые композиции и пейзажи.

## Биография
Родился 21 февраля (5 марта)  1834 года в г. Елатьма Тамбовской губернии в дворянской семье.
До 1849 года воспитывался в Московском Александрийском сиротском институте, затем служил чиновником канцелярии департамента Правительствующего Сената в Москве.

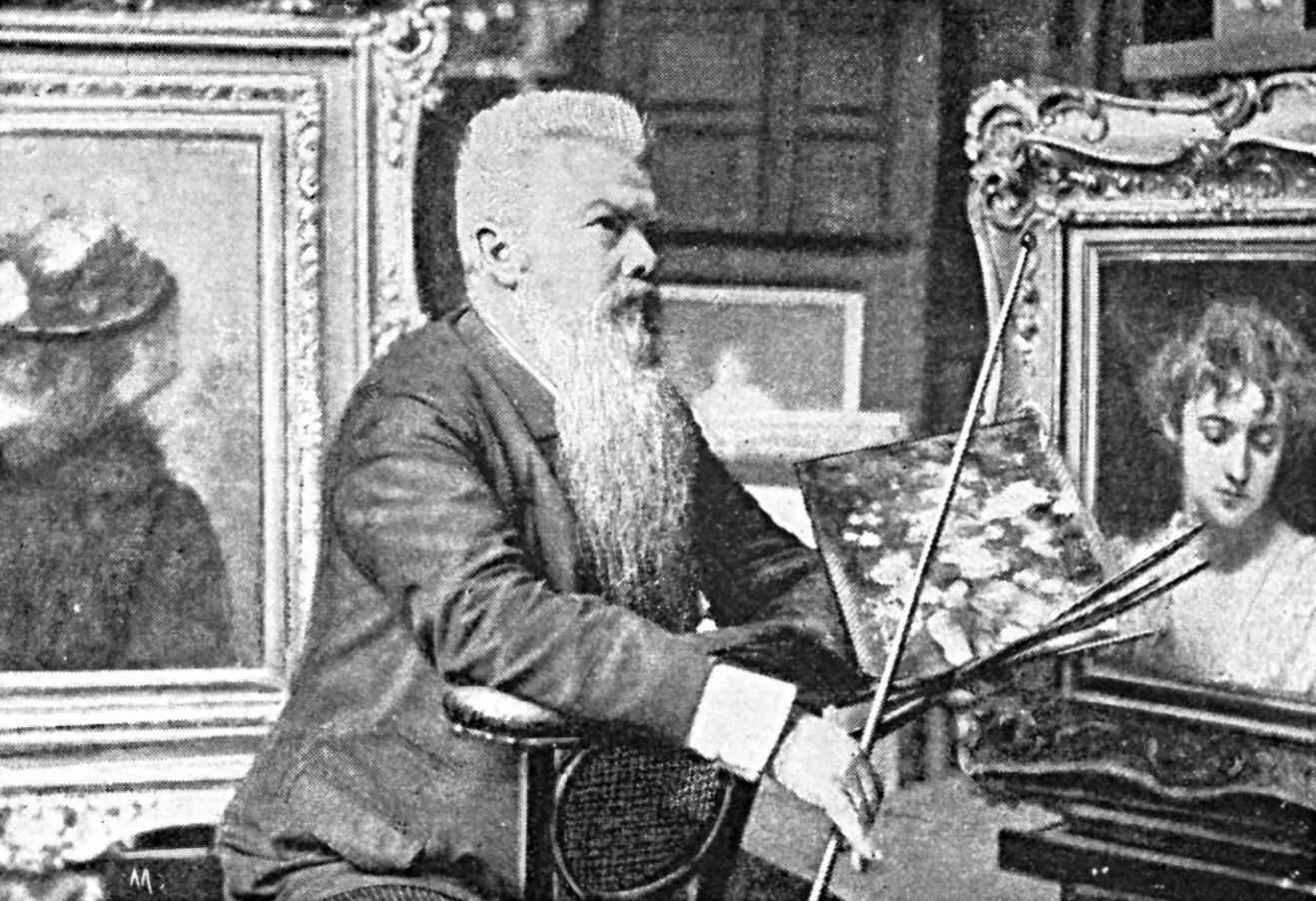
Юрий Яковлевич Леман

В 1850—1863 годах учился в Императорской академии художеств на средства Московского Воспитательного дома.
В 1862 году за картину «Прощание с женихом» был награждён малой золотой медалью. Во время учёбы в ИАХ выполнял заказы на акварельные портреты с натуры.
В 1863 году окончил ИАХ со званием классного художника 1-й степени, присужденного за 5 акварельных портретов.
В 1860-е годы Леман занимался ретушированием и раскрашиванием фотографических портретов для фотографических ателье А. И. Деньера и С. Л. Левицкого.
С 1866 года жил преимущественно в Париже, где первые три года работал ретушером и писал акварельные портреты по фотографиям. С конца 1870-х годов приобрел известность своими женскими портретами в великосветских кругах Парижа.
Во второй половине 1870-х годов в течение нескольких месяцев работал в Англии, где исполнил ряд заказных акварельных портретов. В 1881 году ездил в Италию.
Юрий Яковлевич Леман был членом ОРХ с 1877 года, член товарищества передвижных художественных выставок — с 1881 года.
В 1888—1889 годах Леман жил в Москве. В связи с болезнью глаз в 1898 году был вынужден окончательно вернуться в Россию. В последние годы жизни практически не работал.
Умер 10 (23) августа 1901 года в Санкт-Петербурге. Похоронен на Смоленском православном кладбище (уч. 165; Прямая дорожка).
Юрий Яковлевич был больше известен во Франции, чем в России. Представляет интерес мнение отечественного критика В. В. Стасова об одной из работ Ю. Я. Лемана на выставке передвижников:

«Прекрасный этюд или портрет прислал из Парижа один русский художник, которого французы сильно апробовали уже на нескольких своих выставках: г. Леман. Прошлым летом, на всемирной выставке, в нашем отделе, было два портрета, оба женских и премилых, но тот, что теперь прислан в Петербург и называется Дама в костюме времен Директории, превосходит их всех грацией позы и улыбающегося личика, а также превосходным, очень элегантным (впрочем, без всякого сахара и преувеличения) письмом лица, шеи, груди, обнаженных рук и розового атласа на платье и старинной шляпке с громадными, выгнутыми полями. Нельзя не засвидетельствовать, все члены передвижных выставок искренно радовались на внезапный, совершенно нежданный, негаданный успех сотоварища, до сих пор малоизвестного, и глазами учились приемам его изящной французской техники».

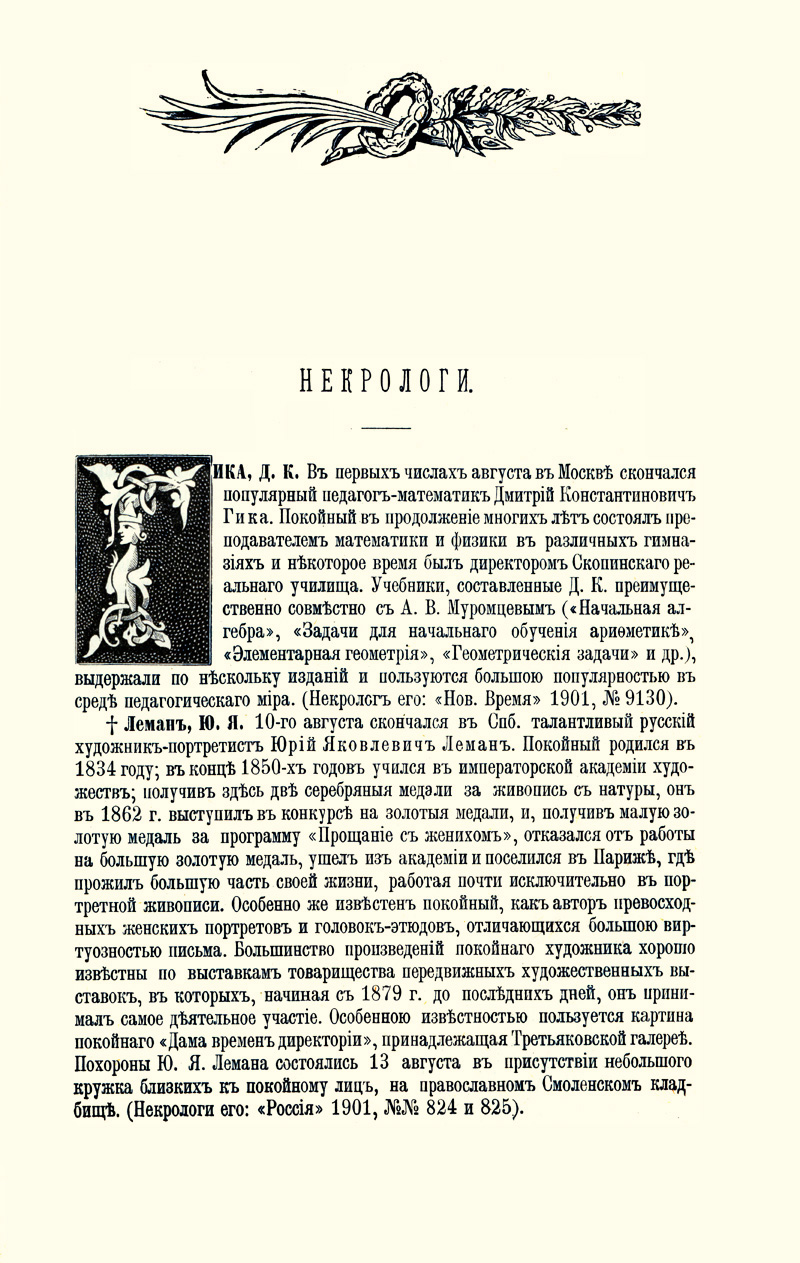
Некролог в журнале «Исторический вестник», 1901 год